# René de Rochechouart de Mortemart
Pour les autres membres de la famille, voir Famille de Rochechouart de Mortemart.
Anne Victurnien René Roger de Rochechouart de Mortemart, 12e duc de Mortemart, 3e marquis de Mortemart (Lachassagne, 10 mars 1804 - Paris, 25 avril 1893) est un homme politique et militaire français.

## Biographie

### Jeunesse
Il est le fils de Victor de Rochechouart de Mortemart et d'Anne Éléonore Pulchérie de Montmorency.
Il entre à Saint-Cyr en 1821 (1821-1823 : 4e promotion), puis à Saumur, il en sort sous-lieutenant au 17e chasseurs, passe dans les lanciers de la garde royale, y est nommé capitaine, et donne sa démission en 1827, pour s'occuper d'agriculture.

### Vie adulte
Il est maire de Lachassagne sous Louis-Philippe Ier, libéral et légitimiste, il fut élu, le 15 janvier 1848, député du 5e collège du Rhône (Villefranche) en remplacement de M. Terme, décédé.
Il eut à peine le temps de siéger, et, après les journées de Février 1848, est réélu, le 23 avril, représentant du Rhône à l'Assemblée constituante, le 6e sur 14. Il prit place à l'extrême droite, parmi les membres de l'opposition légitimiste, fait partie du comité du travail.
Non réélu à la Législative, il se rallie à la politique de l'Élysée, et obtient la candidature officielle au Corps législatif dans la 4e circonscription du Rhône, qui l'élit député, le 29 février 1852, contre M. Suchet  et M. d'Albon , et, le 22 juin 1857 , contre M. Jules Favre .
Mais, ayant perdu l'appui de l'administration, il échoue le 1er juin 1863, à M. Terme, élu, et M. Michaud . Il était conseiller général du Rhône depuis 1848.
Pendant la guerre de 1870, M. de Mortemart reprend du service comme colonel et entre dans l'état-major du général Trochu .
Élu, le 8 février 1871, représentant du Rhône l'Assemblée nationale, il siége à droite, fait partie des réunions Colbert et des Réservoirs.
Il ne se représente pas en 1876.
On a de lui : L'impôt des boissons (1851).
Il est le petit-neveu de Casimir de Rochechouart de Mortemart, 11e duc de Mortemart et devient chef de la famille et hérite du titre de duc à la suite du décès de ce-dernier le 1er janvier 1875.

## Famille
Il épouse, le 17 février 1829, Gabrielle Bonne de Laurencin (1808-1894), fille de François de Laurencin, comte de Laurencin et de Louise Nicole Henriette de Virieu. Ils ont deux enfants :
- Mathilde Louise Henriette de Rochechouart de Mortemart (3 avril 1830 - 27 février 1924) épouse Philibert de La Guiche, 2e marquis de La Guiche (30 août 1815 - 9 mars 1891), dont descendance ;
- Léonie Louise Anne de Rochechouart de Mortemart (5 décembre 1833 - 21 octobre 1921) épouse Louis de Merode, comte de Merode (7 août 1821 - 6 décembre 1876), dont descendance.

## Distinctions

### Décorations françaises
- Chevalier de la Légion d'honneur (décret du 14 janvier 1876)[13].